# Orectanthe sceptrum

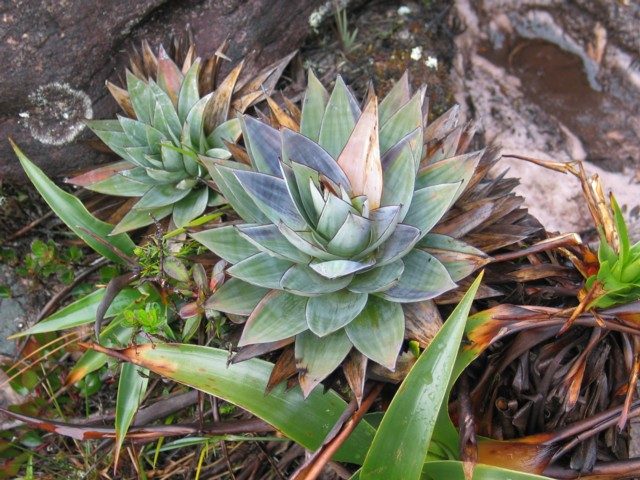
Orectanthe sceptrum

Orectanthe sceptrum ist eine in Südamerika auf dem Roraima-Tepui heimische Pflanzenart aus der Gattung Orectanthe.

## Beschreibung
Orectanthe sceptrum ist eine mehrjährige krautige Pflanze, die Wuchshöhen von über 2 m erreicht. Der caudiciforme Stängel ist kurz und selten länger als 20 cm lang. Die zahlreichen bis zu 40 cm langen verhärteten, spitzen Laubblätter sind in einer starken basalen Rosette um den Stängel verteilt. Der Rand ist rot-braun verfärbt. Mit der Blüte bildet sich ein bis zu 2 m langer Langtrieb, an dem sich zumeist drei Brakteen bilden, auf denen die Blüten sitzen.
Die Grundfarbe der Blüten ist leuchtend gelb. Die drei Kelchblätter sind lanzettförmig und stark gebogen; die drei Kronblätter sind zu einer bis zu 6 cm langen Lippe verwachsen.
Die Antheren sind etwa 1 cm lang; die Filamente sind länger als die Antheren. Der Griffel ist gestreckt und am Ende umgebogen, endend in einer papillösen Narbe.
Die Samen reifen in etwa 1,5 bis 2 cm langen ovalen dreigeteilten Samenkapseln heran.

## Verbreitung
Orectanthe sceptrum ist auf dem Roraima-Tepui, einem 2810 m hohen Tafelberg im Dreiländereck der Staaten Venezuela, Guyana und Brasilien, endemisch. Die Art ist auf dem ganzen Tepui weitverbreitet und findet sich auf dem Staatsgebiet aller drei Anrainerstaaten. Sie wächst dort auf steinigen, nährstoffarmen Geröllhalden in Höhenlagen von 500 bis 2700 m NN. Der Boden kann auch extrem feucht sein.

## Systematik
Neben dem nominotypischen Taxon Orectanthe sceptrum var. sceptrum existiert noch eine beschriebene Varietät: Orectanthe sceptrum var. occidentalis. Diese ist insgesamt kleiner, hat kürzere Brakteen und den Blättern fehlt der bläuliche Schimmer. Insgesamt sind die beiden Unterarten aber nur schwer zu unterscheiden und ihre Rechtfertigung ist umstritten.